# Boulevard Sud
Le boulevard Sud est une continuité de boulevards située au sud d'Angers dans les quartiers de La Roseraie, de La Fayette-Éblé et des Justices-Madeleine-Saint Léonard.

## Situation et accès
Il est constitué de sept boulevards importants : Bd Charles-Barangé - Bd Edouard-Chauvat - Bd Jacques-Portet - Bd Eugène-Chaumin - Bd Joseph-Bédier - Bd Jacques-Millot - Bd Estienne-d'Orves (d'ouest en est).
Le boulevard Sud permet la connexion urbaine de la RD 323 (ex-RN 23) au niveau du Pont de l'Atlantique à la Rocade Est (Autoroute A87 Nord) en contournant par le sud le centre d'Angers.
Le boulevard Sud correspond à une continuité de 7 boulevards encerclant le centre d'Angers par le sud. Il fut renommé et prolongé de 1953 à 1986.
- Bd Charles-Barangé : 6 janvier 1986
- Bd Edouard-Chauvat : 23 mars 1953
- Bd Jacques-Portet : 23 mars 1953
- Bd Eugène-Chaumin : 23 mars 1953
- Bd Joseph-Bédier : 23 mars 1953
- Bd Jacques-Millot : 4 novembre 1963
- Bd Estienne-d'Orves : 27 février 1964

## Origine du nom
Elle porte ce nom car il est situé au sud de la ville.

## Historique
Le boulevard Sud est créé en 1936. Il est découpé en 4 boulevards le 23 mars 1953 (Bd Edouard-Chauvat, Bd Jacques-Portet, Bd Eugène-Chaumin et Bd Joseph-Bédier). Il fut prolongé une première fois à l'Est le 4 novembre 1963 (Bd Jacques-Millot) puis une seconde fois le 27 février 1964 (Bd Estienne-d'Orves) pour pouvoir être connectée à la rocade Est. Il fut également prolongé à l'Ouest le 6 janvier 1986 (Bd Charles-Barangé) pour pouvoir être connectée à la RN 23. L'ensemble de boulevards devient alors une rocade urbaine permettant de contourner le sud d'Angers.